# Pedro Nuno Santos
Pedro Nuno de Oliveira Santos (São João da Madeira, 13 de abril de 1977) es un economista y político portugués, secretario general del Partido Socialista. Santos ocupó anteriormente cargos en el Gobierno portugués bajo António Costa, primero como Secretario de Estado de Asuntos Parlamentarios, de noviembre de 2015 a febrero de 2019, y después como Ministro de Infraestructura y Vivienda, de febrero de 2019 a enero de 2023.
Santos tiene un título en economía de la ISEG-UTL. Fue Secretario General de la Juventud Socialista de 2004 a 2008, y miembro de la Asamblea de la República desde 2019. Como Secretario de Estado de Asuntos Parlamentarios en el XXI Gobierno Constitucional, fue responsable de coordinar el acuerdo de confianza y suministro con el Partido Comunista, el Bloque de Izquierda y Los Verdes, una solución gubernamental que se conoció coloquialmente como la geringonça.
En diciembre de 2023, Santos fue elegido para suceder a António Costa como Secretario General del Partido Socialista. Asumió el cargo el 7 de enero de 2024.
Bajo su mandato, el Partido Socialista perdió escaños en 2024 y 2025. Después de perder las elecciones en 2025, Santos anunció su dimisión.